# デモーニック・トイズ/ドールズ2
『デモーニック・トイズ/ドールズ2』（原題：Demonic Toys）は、1992年制作のホラー映画で、デモーニック・トイズシリーズの一作目である。ドールズ2と邦題にあるが1987年の『ドールズ』の続編ではなく別作品。

## 概要
『パペット・マスター』シリーズの人気に乗って同製作会社フルムーン・ピクチャーズがプロデュースして発表された人形の登場するホラー映画。
この映画は、現在6本の映画が製作されている。 この映画はビデオ映画であり、1992年にホームビデオがリリースされた。

## あらすじ
ギャングに彼氏を殺された女刑事ジュディスはギャングの逃亡犯を追っていた。逃げた先がオモチャ倉庫だったので潜入するジュディスだが、倉庫にはいわくがあり。悪魔の怨念が込められたオモチャが潜んでいたのだった。
倉庫に来た侵入者や職員をオモチャ達が襲う。やがて悪魔が出現し、ジュディスの妊娠した母体に憑りついて、この世に産まれようとする。しかし、そこに意外な救世主が立ちはだかる。

## 悪魔のオモチャ達
悪魔によって生命を得たオモチャ達。意思を持ち、自分達の判断で行動する、共通して性格は極めて残忍。
ベイビー・ウプシー・デイジー
オモチャ達のリーダー格。キャベツ畑人形を彷彿とさせる赤ん坊の姿の人形だが、非常に口が悪く、見た目とは裏腹に性欲が強い。主な攻撃は凶器を使う。3作目では、オナラで宙を舞うギミックが付けられた。4作目は、修復を得てツギハギの顔になっている。5作目では、完全に修復され今までと異なるビジュアルとなった。
ジャックアタック
芋虫のような胴体に極悪なピエロの顔を持つ、びっくり箱のオモチャ。ケタケタと笑いながら噛みつきや巻き付いて締め上げてくる。3作目では、大音量の笑い声で超音波攻撃ができるようになった。
グリズリーテディ
熊のぬいぐるみ。本物の熊のように鋭い爪と牙で襲い来る。巨大化能力を持っており、等身大となって力を増す。3作目は何故か、巨大化能力が使えなくなっている。
ミスター・スタティック
キャタピラー型のロボットのオモチャ、両手から青い光弾を放つ。

## キャスト
- ジュディス・グレイ　トレイシー・スコギンズ
  - マーク・ウェイン　ベントレー・ミッチャム
  - キッㇳ　ダニエル・チェルニー
  - リンカーン　マイケル・ルッソ
  - ヘッセン　バリー・リンチ
  - アン　エレン・ダンニング
  - チャーネスキー　ピート・シュラム
  - マットケーブル　ジェフウェストン
  - 金髪の少年　ウィリアム・ソーン
  - アンディ　リチャード・スパイト・ジュニア
  - ピーターソン　ラリー・セダー
  - マイケルズ　ジム・マーサー
  - マイケルズ夫人　パット・クロフォード・ブラウン
  - スケルトンキッド　クリストファーロビン
  - ミス　クリスティンローズ
  - マン・デビル　ロバート・ステークレ
  - 女の子　クリスタルカールソン
  - 老婆　ジューン・C・エリス

- ベイビー・ウプシー・デイジー　Linda O. Cook
- グリズリー・テディ　エドウィン・クック
- ジャック・アタック　ティム・ドルンバーグ
- スタティック　ブリジット・リン

## シリーズ作品
デモーニック・トイズ/ドールズ2（1992年)
Dollman vs. Demonic Toys（1993年)　(「ミクロコップ」と「エイリアン・コレクター」とのクロスオーバー作品)
パペット・マスターと悪魔のオモチャ工場（2004年)　(「パペット・マスター」シリーズとのクロスオーバー作品)
Demonic Toys 2（2010年)　(「ホムンクルス 新種誕生」とのクロスオーバー作品)
Baby Oopsie (2021年)
Baby Oopsie 2: Murder Dolls (2022年)
Baby Oopsie 3: Burn Baby Burn (2022年)